# Aleksandar Vasiljević
 (août 2024).
Si vous disposez d'ouvrages ou d'articles de référence ou si vous connaissez des sites web de qualité traitant du thème abordé ici, merci de compléter l'article en donnant les références utiles à sa vérifiabilité et en les liant à la section « Notes et références ».
Aleksandar Vasiljević a été général de corps d'armée au sein de l’armée populaire yougoslave (JNA) et chef de son service de contre-espionnage (KOS) jusqu’au 8 mai 1992.
Durant son commandement le KOS mena les actions suivantes en Slovénie et Croatie :
- En 1988, Vasiljević auditionna Janez Janša dans le cadre d’une affaire de divulgation de secrets militaires dans l’hebdomadaire slovène Mladina. Le procès qui en suivra suscitera un grand tapage en Slovénie, et sera un événement important pour l'organisation et le développement de l'opposition démocratique slovène.
- En janvier 1991, le KOS réalisa une vidéo montrant le ministre de la défense croate Martin Špegelj en train d'expliquer comment importer illégalement des armes de Hongrie et de Roumanie pour préparer la sécession armée de la Croatie en s'attaquant à l'armée régulière yougoslave (JNA).
- Opération labrador et opéra orientalis.

Il prit sa retraite en mai 1992 et fut même arrêté à cause d’une interview publiée dans l’hebdomadaire serbe NIN.
Nullement inquiété  par le tribunal pénal international pour l'ex-Yougoslavie à la Haye pour son rôle dans la défense de son pays contre les sécessions armées de la Croatie  et de la Bosnie-Herzégovine,  il y témoigna en faveur de Slobodan Milošević à l'occasion de son procès.